# Olympische Winterspiele 2006/Teilnehmer (Großbritannien)
| Gelbes Symbol für Goldmedaillen mit stilisierten Olympischen Ringen | Graues Symbol für Silbermedaillen mit stilisierten Olympischen Ringen | Braundes Symbol für Bronzemedaillen mit stilisierten Olympischen Ringen |
| ------------------------------------------------------------------- | --------------------------------------------------------------------- | ----------------------------------------------------------------------- |
| —                                                                   | 1                                                                     | —                                                                       |

Das Vereinigte Königreich nahm an den Olympischen Winterspielen 2006 im italienischen Turin mit einer Delegation von 40 Athleten teil.

## Teilnehmer nach Sportarten

### Biathlon
- Tom Clemens
- Emma Fowler

### Bob
| Viererbob Männer - Marcus Adam - Dan Humphries - Lee Johnston - Karl Johnston - Martin Wright | Zweierbob Frauen - Nicola Minichiello - Jackie Davies |

### Curling
| Männer - Euan Byers - Ewan MacDonald - David Murdoch - Warwick Smith - Craig Wilson | Frauen - Lynn Cameron - Deborah Knox - Jacqueline Lockhart - Rhona Martin - Kelly Wood |

### Eiskunstlauf
- John Kerr
- Sinead Kerr

### Rennrodeln
- Mark Hatton
- Adam Rosen

### Shorttrack
Damen
- Sarah Lindsay
- Joanna Williams

Herren
- Jon Eley
1000 m: im Vorlauf ausgeschieden
1500 m: im Halbfinale ausgeschieden
- Paul Stanley
1000 m: im Vorlauf ausgeschieden

### Skeleton
- Kristan Bromley
Herren: 5. Platz; 1:57,10 min; +1,22 s
- Adam Pengilly
Herren: 8. Platz; 1:57,46 min; +1,58 s
- Shelley Rudman
Damen: Silbermedaille; 2:01,06 min; +1,23 s

### Ski alpin
- Chemmy Alcott
Abfahrt, Damen: 11. Platz – 1:57,85 min
- Alain Baxter
- Noel Baxter
Alpine Kombination, Männer: 14. – 3:12,79 min
- Roger Cruickshank
Abfahrt, Männer: 37. Platz – 1:54,65 min
- James Leuzinger
- Finlay Mickel
Abfahrt, Männer: 25. Platz – 1:51,48 min

### Snowboard
- Kate Foster
- Zoe Gillings
- Lesley McKenna
- Daniel Wakeham